# 10 augustus
10 augustus is de 222ste dag van het jaar (223ste dag in een schrikkeljaar) in de gregoriaanse kalender. Hierna volgen nog 143 dagen tot het einde van het jaar.

## Gebeurtenissen
- Algemeen
  - 1628 - De Vasa, een Zweeds oorlogsschip, zinkt op zijn eerste tocht en is na de berging in 1961 het enige 17e-eeuwse schip ter wereld.
  - 1792 - Bestorming van de Tuilerieën, de woning van koning Lodewijk XVI in Parijs wordt bestormd door een woedende menigte. Het zou resulteren in de bloedigste dag van de Franse Revolutie en was de opmaat voor de Septembermoorden.
  - 1925 - Stormramp van 1925, een noodweer met zeer zware windstoten en meerdere tornado's richt veel schade aan. Vooral Borculo wordt zwaar getroffen.
  - 2003 - Het eerste huwelijk in de ruimte wordt voltrokken. Joeri Malentsjenko trouwt aan boord van het ISS met zijn (op aarde gebleven) vriendin Yekaterina Dmitriyeva.
  - 2013 - Bij de uitbarsting van de vulkaan Rokatenda, in het oosten van Indonesië, komen zeker vijf mensen om het leven.
  - 2019 - Tijdens zijn voorarrest kiest multimiljonair Jeffrey Epstein voor de dood d.m.v. verstikking in zijn cel in het cellencomplex van Manhattan, New York.
- Oorlog
  - 1653 - Slag bij Ter Heijde in de Eerste Engels-Nederlandse Oorlog. De Nederlandse vloot lijdt een nederlaag en Maarten Harpertszoon Tromp overlijdt door een kogel in zijn borst.
  - 1678 - Frankrijk en de Republiek der Zeven Verenigde Nederlanden sluiten het eerste verdrag in het kader van de Vrede van Nijmegen. Hiermee komt een einde aan de Hollandse Oorlog.
  - 1861 - Slag bij Wilson's Creek tijdens de Amerikaanse Burgeroorlog. Dankzij deze veldslag wonnen de Zuidelijken de controle over het zuidwesten van Missouri.
  - 1913 - Vrede van Boekarest (1913), einde van de Tweede Balkanoorlog.
  - 1920 - Vrede van Sèvres, vredesverdrag tussen de Geallieerden en het Ottomaanse Rijk.
  - 1990 - De Arabische Liga houdt een spoedvergadering in Caïro en eist dat Irak zich uit Koeweit terugtrekt. Er wordt ook beslist om een Arabische Vredesmacht naar Saoedi-Arabië te sturen.
  - 1990 - De Iraakse president Saddam Hoessein doet een oproep tot een heilige oorlog (Jihad) om het graf van Mohammed en Mekka uit handen van het Westen te houden.
- Politiek
  - 843 - Verdrag van Verdun
  - 1821 - Missouri treedt als 24e staat toe tot de Verenigde Staten.[1]
  - 1939 - Het demissionaire kabinet-Colijn V wordt, na slechts 16 dagen geregeerd te hebben, vervangen door kabinet-De Geer II.
  - 2010 - De presidenten van Venezuela en Colombia, Hugo Chávez en Juan Manuel Santos, herstellen de diplomatieke betrekkingen tussen de Zuid-Amerikaanse buurlanden.
- Kunst en cultuur
  - 1793 - Het Louvre in Parijs wordt als museum in gebruik genomen.
  - 1895 - Groot-Brittannië, Eerste Proms-concert.
- Recreatie
  - 1889 - Het Naturhistorisches Museum Wien wordt geopend.
- Religie
  - 1566 - De beeldenstorm begint en duurt tot oktober 1566.
  - 1838 - Oprichting van het Bisdom Algiers in Algerije.
  - 1904 - Priesterwijding van Angelo Roncalli in Rome.
- Sport
  - 1899 - De Amerikaanse baanwielrenner Marshall Walter Taylor wordt als eerste zwarte wereldkampioen sprint.
  - 1899 - In Stavanger wordt de Noorse voetbalclub Viking FK opgericht.
  - 1938 - In de Colombiaanse stad Bogotá wordt het Estadio El Campín officieel in gebruik genomen met de interlandwedstrijd tussen Colombia en Ecuador.
  - 1941 - Opening van het Štadión pod Dubňom, een voetbalstadion in Žilina en de thuishaven van de Slowaakse voetbalclub MŠK Žilina.
  - 1958 - Zwemster Dawn Fraser uit Australië brengt in Schiedam haar eigen wereldrecord op de 100 meter vrije slag op 1.01,2.
  - 1969 - De Nederlandse wielrenner Harm Ottenbros wordt in Zolder wereldkampioen wielrennen.
  - 1988 - Matt Biondi scherpt bij de Olympische Spelen in Seoel zijn eigen wereldrecord op de 100 meter vrije slag aan tot 48,42. Het oude record (48,74) stond sinds 24 juni 1986 op naam van de Amerikaanse zwemmer.
  - 2011 - De FIFA schorst zes voetbalscheidsrechters voor het leven vanwege het manipuleren van wedstrijden, onder wie de Hongaar Krisztián Selmeczi.
  - 2012 - De Nederlandse vrouwenhockeyploeg behaalt goud op de Olympische spelen in Londen.
  - 2018 - Belgie behaalt een gouden, zilveren en bronzen medaille op de Europese kampioenschappen atletiek 2018. Nafi Thiam behaalt de gouden medaille op de zevenkamp en de broers Kevin en Jonathan Borlée behalen de zilveren en bronzen medaille op de 400 meter.
  - 2019 - Door een storm stort een deel van het dak van het AFAS Stadion, thuishaven van voetbalclub AZ, in. De ravage is groot, maar er zijn geen gewonden.[2]
  - 2023 - Chloé Dygert uit de Verenigde Staten wint het onderdeel tijdrit bij de Wereldkampioenschappen wielrennen 2023 in het Schotse Stirling. Grace Brown (Australië) en Christina Schweinberger (Oostenrijk) worden tweede en derde.[3]
  - 2023 - De Française Pauline Ferrand-Prévot prolongeert haar titel op het onderdeel shortrace bij het WK mountainbiken, onderdeel van de Wereldkampioenschappen wielrennen 2023 in Glasgow. Puck Pieterse uit Nederland grijpt zilver en de Britse Evie Richards rijdt naar brons.[4]
- Wetenschap en technologie
  - 1675 - Eerstesteenlegging van het Koninklijk Observatorium van Greenwich door koning Charles II.
  - 1897 - Felix Hoffmann produceert voor de eerste keer aspirine.
  - 2020 - De schotel van de radiotelescoop in het Arecibo observatorium in Puerto Rico loopt een ongeveer 30 meter grote beschadiging op nadat een kabel die de telescoop ondersteuning moet bieden het begeeft.[5]
  - 2021 - Het BepiColombo ruimtevaartuig, een gezamenlijk project van ESA en JAXA, maakt een passeervlucht langs de planeet Venus. Het ruimtevaartuig bereikt een minimale hoogte van rond de 550 km.[6]
  - 2022 - Lancering van een Falcon 9 raket van SpaceX vanaf Kennedy Space Center Lanceercomplex 39 voor de Starlink group 4-26 missie met 52 Starlink satellieten.[7]
  - 2022 - Lancering van de Jilin 1 missie, met een Lange Mars 6 raket van China Aerospace Science Corporation (CASC) vanaf lanceerbasis Taiyuan LC-16 in China. De raket draagt 16 aardobservatiesatellieten die deel uitmaken van de Jilin 1 constellatie.[8]
  - 2023 - Lancering van SpaceShipTwo VSS Unity van Virgin Galactic vanonder een draagvliegtuig voor de suborbitale Galactic 02 missie met aan boord 3 ruimtetoeristen en 3 medewerkers van Virgin Galactic. Dit is de eerste missie met ruimtetoeristen voor het ruimteschip.[9][10]

## Geboren

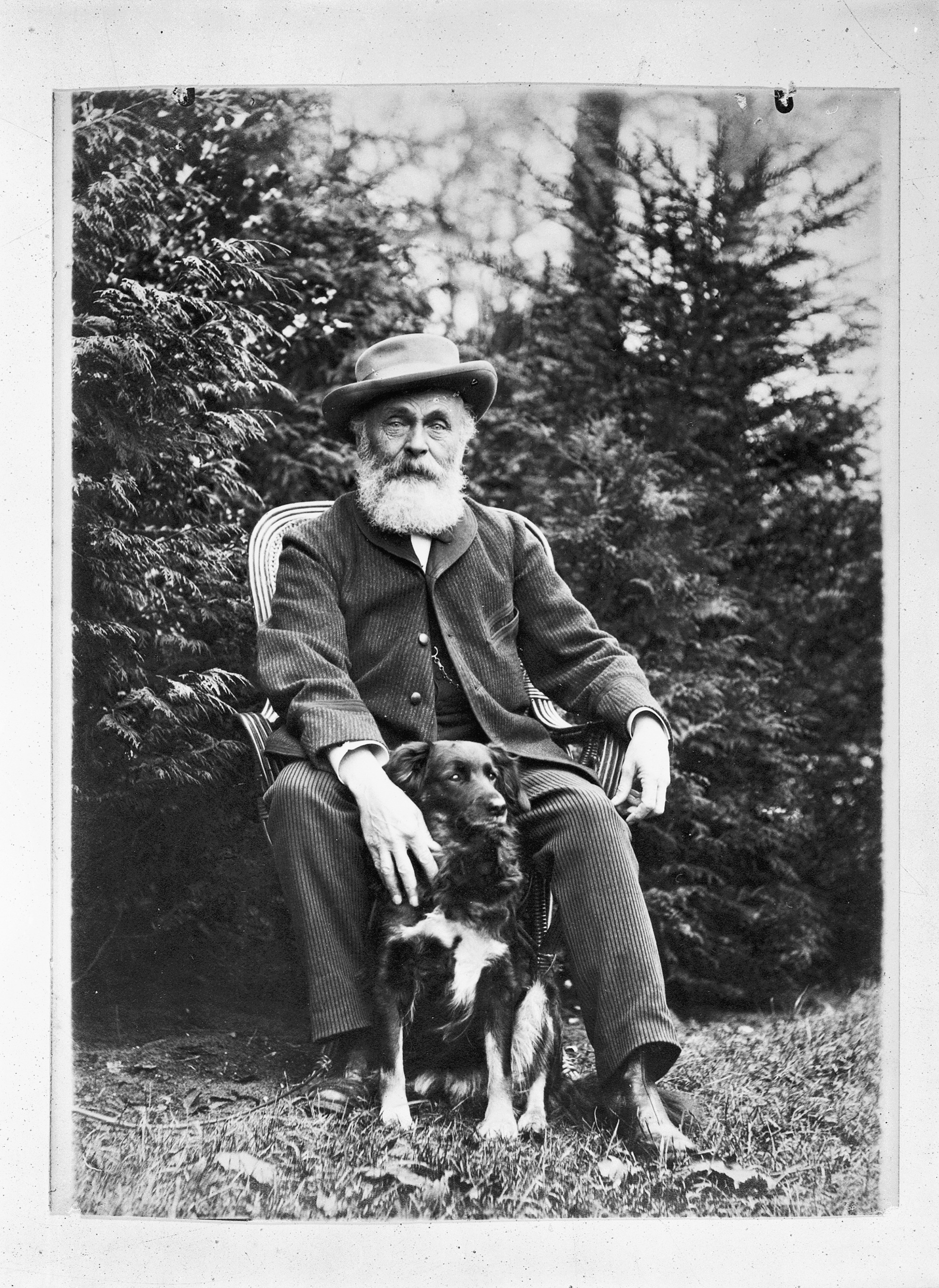
Louis Paul Zocher,
geboren in 1820

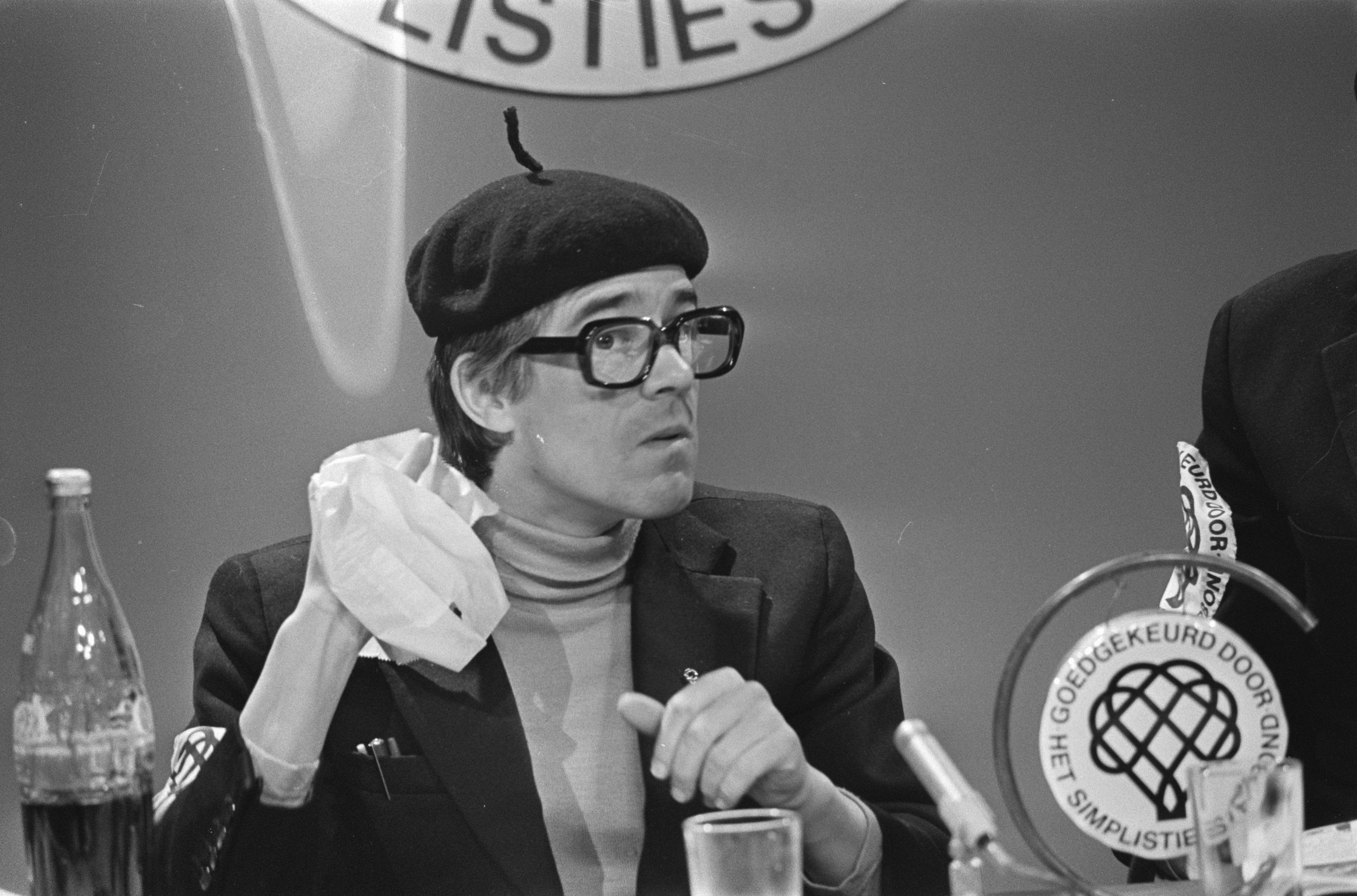
Kees van Kooten,
geboren in 1941

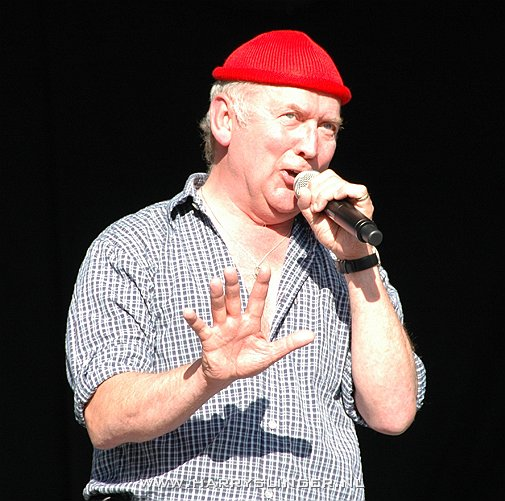
Harry Slinger,
geboren in 1949

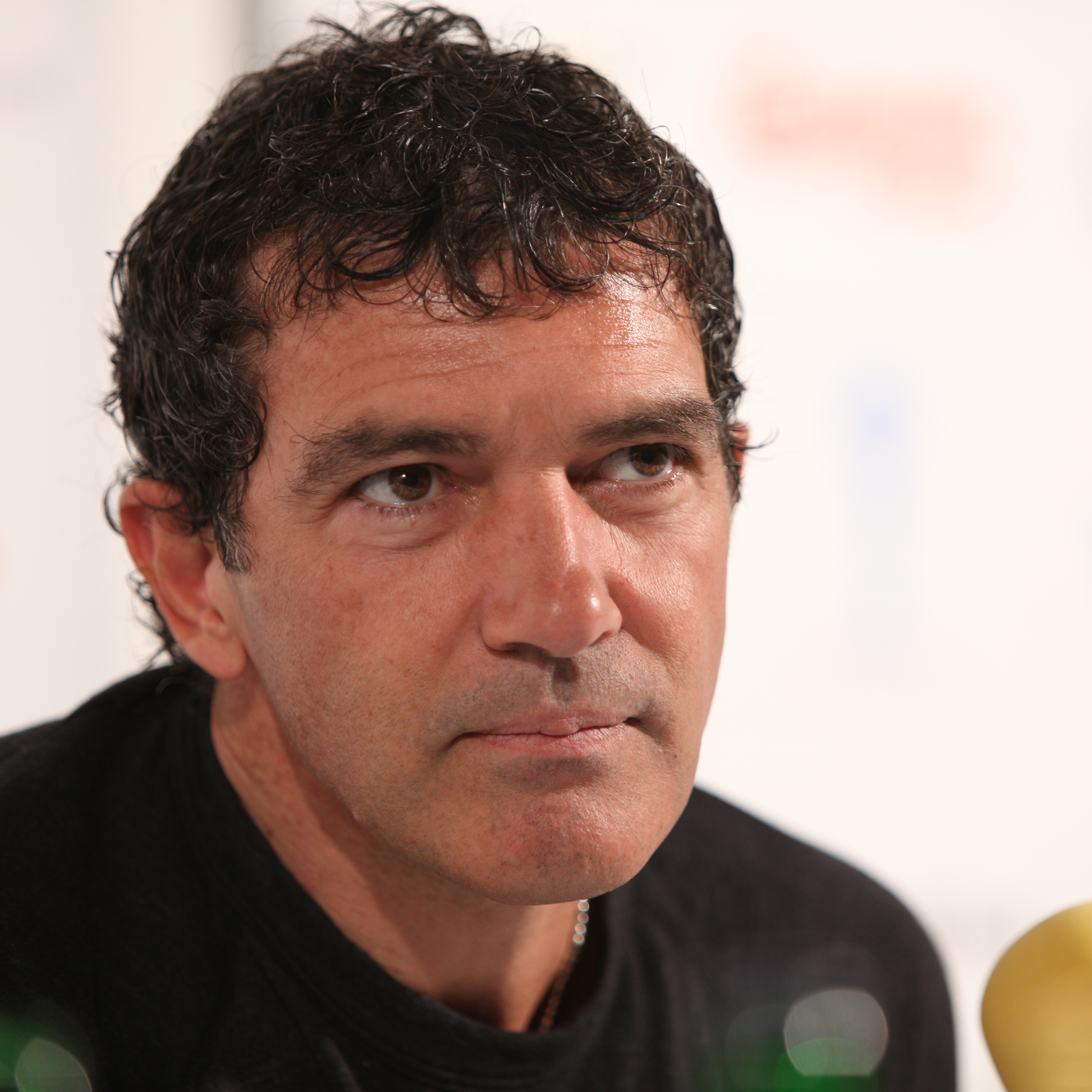
Antonio Banderas,
geboren in 1960

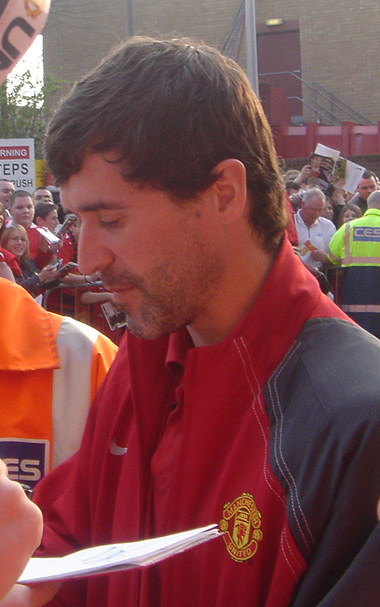
Roy Keane,
geboren in 1971

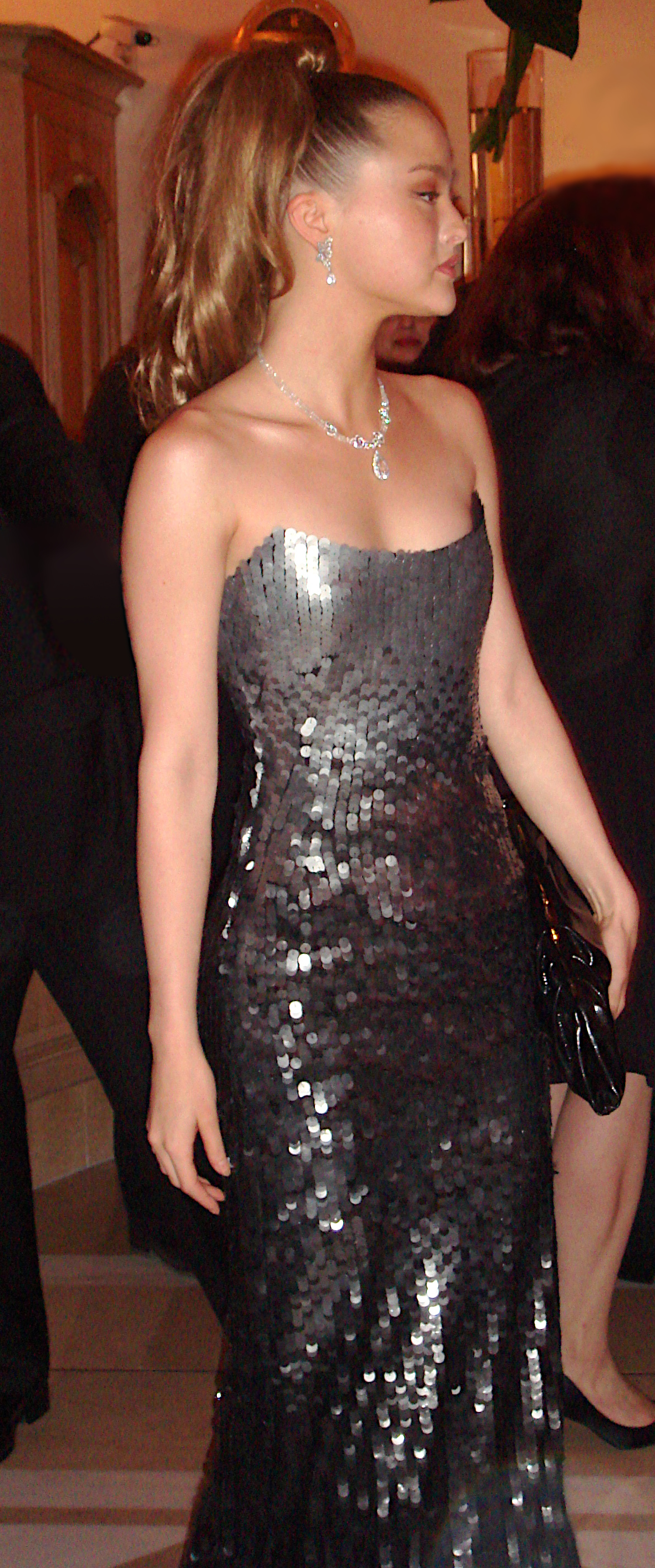
Devon Aoki
geboren in 1982

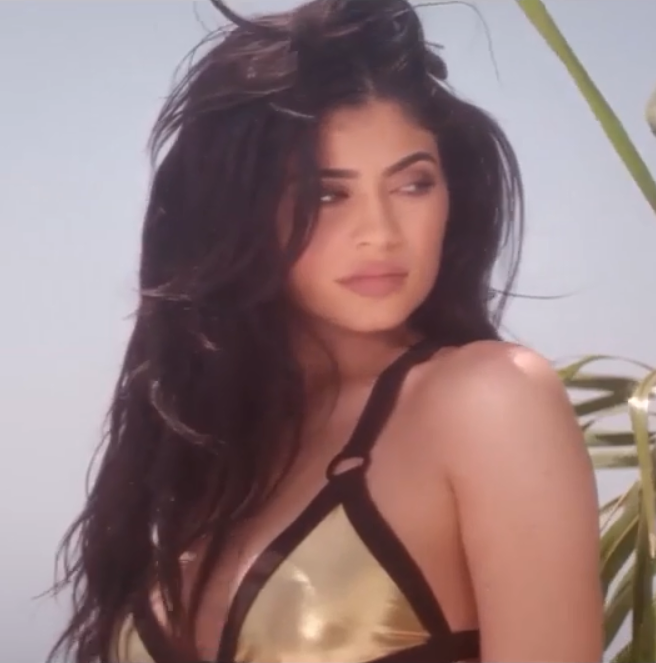
Kylie Jenner
geboren in 1997

- 1466 - Francesco II Gonzaga, markgraaf van Mantua (overleden 1519)
- 1547 - Frans II, hertog van Saksen-Lauenburg (overleden 1619)
- 1556 - Philipp Nicolai, Duits predikant en dichter (overleden 1608)
- 1602 - Gilles Personne de Roberval, Frans wiskundige (overleden 1675)
- 1740 - prins Leopold III Frederik Frans van Anhalt-Dessau (overleden 1817)
- 1782 - Vicente Guerrero, Mexicaans onafhankelijkheidsstrijder en president (overleden 1831)
- 1810 - Camillo Benso di Cavour, Italiaans politicus (overleden 1861)
- 1820 - Louis Paul Zocher, Nederlands (tuin)architect (overleden 1915)
- 1823 - Charles Samuel Keene, Engels illustrator en karikaturist (overleden 1891)
- 1829 - Prosper Cornesse, Belgisch politicus (overleden 1889)
- 1831 - Adolphe de Chambrun, Frans diplomaat (overleden 1891)
- 1845 - Abay Kunanbayulı, Kazachs dichter, filosoof en componist (overleden 1904)
- 1874 - Herbert Hoover, 31ste president van de Verenigde Staten (overleden 1964)
- 1874 - Antanas Smetona, Litouws politicus (overleden 1944)
- 1877 - Frank Marshall, Amerikaans schaker (overleden 1944)
- 1878 - Alfred Döblin, Duits schrijver (overleden 1957)
- 1880 - Ragnar Olson, Zweeds ruiter (overleden 1955)
- 1883 - Fernando Cento, Italiaans nuntius in België en curiekardinaal (overleden 1973)
- 1885 - George Hilsdon, Engels voetballer (overleden 1941)
- 1888 - Arvid Fagrell, Zweeds voetballer (overleden 1932)
- 1888 - Max Jacob, Duits poppenspeler (overleden 1967)
- 1890 - Beshara al-Khoury, Libanees politicus (overleden 1964)
- 1890 - Joseph Sylvester (Menthol), Nederlands ondernemer (overleden 1955)
- 1897 - Piet Bakker, Nederlands journalist en schrijver (overleden 1960)
- 1897 - Leendert Brummel, Nederlands bibliothecaris (overleden 1976)
- 1897 - Edward Gourdin, Amerikaans atleet (overleden 1966)
- 1898 - Lorenzo Tañada, Filipijns senator (overleden 1992)
- 1900 - Nicolaas Moerloos, Belgisch gymnast (overleden 1944)
- 1901 - Mona Rüster, Duits tafeltennisster (overleden 1976)
- 1902 - Gerlacus Moes, Nederlands zwemmer (overleden 1965)
- 1902 - Arne Tiselius, Zweeds biochemicus (overleden 1971)
- 1903 - Alfons Van Achten, Belgisch atleet (overleden 1979)
- 1905 - Joanna Diepenbrock, Nederlands zangeres (overleden 1966)
- 1909 - Leo Fender, Amerikaans gitaarbouwer (overleden 1991)
- 1909 - Mohammed V, sultan en koning van Marokko (overleden 1961)
- 1910 - Guy Mairesse, Frans autocoureur (overleden 1954)
- 1912 - Jorge Amado, Braziliaans schrijver (overleden 2001)
- 1912 - Ivo Samkalden, Nederlands politicus (overleden 1995)
- 1912 - Carel Steensma, Nederlands militair, verzetsstrijder en vliegenier (overleden 2006)
- 1912 - Herman Strategier, Nederlands componist (overleden 1988)
- 1913 - Noah Beery jr., Amerikaans acteur (overleden 1994)
- 1913 - Romain Maes, Belgisch wielrenner (overleden 1983)
- 1913 - Wolfgang Paul, Duits natuurkundige (overleden 1993)
- 1913 - Tine van Waning, Nederlands beeldend kunstenares (overleden 2017)
- 1914 - Carlos Menditeguy, Argentijns autocoureur (overleden 1973)
- 1916 - Hubert Maga, president van Benin (overleden 2000)
- 1918 - Leon Aernaudts, Belgisch voetballer en voetbalcoach (overleden 1992)
- 1921 - Corry Borst, Nederlands edelsmid (overleden 2018)
- 1921 - Agnes Giebel, Duits sopraan (overleden 2017)
- 1923 - Rhonda Fleming, Amerikaans actrice (overleden 2020)
- 1923 - Jean Graton, Frans striptekenaar (overleden 2021)
- 1924 - Jean-François Lyotard, Frans filosoof (overleden 1998)
- 1926 - Marie-Claire Alain, Frans organiste en muziekpedagoge (overleden 2013)
- 1927 - Jean Guichet, Frans autocoureur
- 1928 - Jan Ditmeijer, Nederlands voetballer en operazanger (overleden 2022)
- 1928 - Gerino Gerini, Italiaans autocoureur (overleden 2013)
- 1928 - Věra Růžičková, Tsjecho-Slowaaks turnster (overleden 2018)
- 1929 - Paul Van den Abeele, Belgisch fotograaf en beeldend kunstenaar (overleden 2014)
- 1930 - Jacques Calonne, Belgisch musicus en beeldend kunstenaar (overleden 2022)
- 1932 - Alexander Goehr, Brits componist en muziekpegagoog (overleden 2024)
- 1932 - Ria van der Horst, Nederlands zwemster
- 1932 - Gaudencio Rosales, Filipijns kardinaal-aartsbisschop van Manilla
- 1933 - Doyle Brunson, Amerikaans pokerspeler (overleden 2023)
- 1933 - Lynn Cohen, Amerikaans actrice (overleden 2020)
- 1933 - Bill Nieder, Amerikaans atleet (overleden 2022)
- 1934 - Jerry Crutchfield, Amerikaans musicus, songwriter en muziekuitgever (overleden 2022)
- 1935 - Gia Kantsjeli, Georgisch componist (overleden 2019)
- 1935 - Ad van Luyn, Nederlands bisschop van Rotterdam
- 1936 - Piet Bos (Opera Pietje), Nederlands radiopresentator en operaproducer (overleden 2023)
- 1937 - Andrij Biba, Sovjet-Oekraïens voetballer
- 1940 - Marie Versini, Frans actrice (overleden 2021)
- 1941 - Kees van Kooten, Nederlands televisiecabaretier en schrijver
- 1941 - Anita Lonsbrough, Brits zwemster
- 1942 - Suze Broks, Nederlands danseres en actrice (overleden 2017)
- 1942 - Toninho Guerreiro, Braziliaans voetballer (overleden 1990)
- 1943 - Michael Mantler, Oostenrijks jazztrompettist, -componist, dirigent en producer
- 1943 - Ronnie Spector, Amerikaans zangeres (overleden 2022)
- 1945 - Harry Thomas, Nederlands muziekproducent en impresario (overleden 1991)
- 1947 - Ian Anderson, Brits muzikant
- 1948 - Willy Teirlinck, Belgisch wielrenner
- 1949 - Magda Cnudde, Belgisch actrice
- 1949 - Harry Slinger, Nederlands zanger
- 1950 - Patti Austin, Amerikaans r&b-, soul- en jazzzangeres
- 1950 - Theo Custers, Belgisch voetballer
- 1950 - Hans van Maanen, Nederlands wetenschapsjournalist en schrijver
- 1950 - James Reynolds, Amerikaans acteur
- 1951 - Juan Manuel Santos, Colombiaans president
- 1952 - Daniel Hugh Kelly, Amerikaans acteur, filmproducent, -regisseur en scenarioschrijver
- 1953 - Michel Laurent, Frans wielrenner
- 1955 - Gustavo Moscoso, Chileens voetballer en voetbalcoach
- 1956 - Sergej Soechoroetsjenkov, Russisch wielrenner
- 1957 - David Crane, Amerikaans televisieschrijver en -producer
- 1957 - Els Olaerts, Belgisch actrice
- 1959 - Rosanna Arquette, Amerikaans actrice
- 1960 - Antonio Banderas, Spaans acteur
- 1962 - Suzanne Collins, Amerikaans scenarioschrijfster en auteur
- 1962 - Michelangelo Rampulla, Italiaans voetballer
- 1963 - Henrik Fisker, Deens auto-ontwerper
- 1963 - Anton Janssen, Nederlands voetballer en voetbalcoach
- 1964 - Andy Caldecott, Australisch motorrijder (overleden 2006)
- 1965 - Stéphane Chambon, Frans motorcoureur en rallyrijder
- 1965 - Toumani Diabaté, Malinees koraspeler (overleden 2024)
- 1965 - Berry Link, Nederlands politicus
- 1966 - Udo Bölts, Duits wielrenner
- 1966 - Hossam Hassan, Egyptisch voetballer
- 1966 - Éric Hélary, Frans autocoureur
- 1966 - Ryan Idol, Amerikaans pornoacteur
- 1967 - Philippe Albert, Belgisch voetballer
- 1967 - Sean Blakemore, Amerikaans acteur
- 1967 - Jean-Guy Wallemme, Frans voetballer
- 1968 - Dejan Čurović, Servisch voetballer (overleden 2019)
- 1968 - Thomas Liese, Duits wielrenner
- 1968 - Lene Rantala, Deens handbalster
- 1968 - Cate Shortland, Australisch schrijfster en regisseur
- 1969 - Irina Slavina, Russisch schaakster
- 1969 - Selahattin Koçak, eerste schepen van Turkse origine in België
- 1971 - Roy Keane, Iers voetballer
- 1971 - Justin Theroux, Amerikaans acteur
- 1972 - Angie Harmon, Amerikaans actrice en model
- 1972 - Dilana Smith, Zuid-Afrikaans zangeres
- 1973 - Vladislav Borovikov, Oekraïens schaker
- 1973 - Javier Zanetti, Argentijns voetballer
- 1974 - Luis Marín, Costa Ricaans voetballer
- 1975 - İlhan Mansız, Turks voetballer
- 1977 - Luciana Aymar, Argentijns hockeyster en model
- 1977 - Michele Gobbi, Italiaans wielrenner
- 1977 - Li Shilong, Chinees schaker
- 1978 - Leo Fitzpatrick, Amerikaans acteur
- 1978 - Bart Wellens, Belgisch veldrijder
- 1979 - Jörg Dallmann, Duits langebaanschaatser
- 1979 - Joanna García, Amerikaans actrice
- 1979 - Shihomi Shinya, Japans langebaanschaatsster
- 1981 - Dyanne Bito, Nederlands voetbalster
- 1981 - Guillaume Elmont, Nederlands judoka
- 1982 - John Alvbåge, Zweeds voetballer
- 1982 - Devon Aoki, Amerikaans model en actrice
- 1982 - Timothy Hubert, Belgisch atleet
- 1982 - Shaun Murphy, Engels snookerspeler
- 1983 - Héctor Faubel, Spaans motorcoureur
- 1983 - Spencer Redford, Amerikaans actrice
- 1984 - Hayden Stoeckel, Australisch zwemmer
- 1985 - Oskar Henningsson, Zweeds golfer
- 1985 - Evelien Ruijters, Nederlands atlete
- 1986 - John-Lee Augustyn, Zuid-Afrikaans wielrenner
- 1986 - Jasminka Guber, Bosnisch atlete
- 1986 - Aurélien Joachim, Luxemburgs voetballer
- 1986 - Gal Leibovitz, Israëlisch voetbalscheidsrechter
- 1986 - Frederic Vervisch, Belgisch autocoureur
- 1987 - Jim Bakkum, Nederlands zanger, acteur en televisiepresentator
- 1987 - Laurine van Riessen, Nederlands schaatsster
- 1987 - Tom Wiggers, Nederlands atleet
- 1987 - Lorenzo Zanetti, Italiaans motorcoureur
- 1988 - Francesco Acerbi, Italiaans voetballer
- 1988 - Robert Kiprono Cheruiyot, Keniaans atleet
- 1988 - Stefan Nijland, Nederlands voetballer
- 1988 - Wijnand Speelman, Nederlands radiopresentator
- 1989 - Kevin Rolland, Frans freestyleskiër
- 1989 - Ben Sahar, Israëlisch voetballer
- 1990 - Sydney Lemmon, Amerikaans actrice
- 1990 - Lucas Till, Amerikaans acteur
- 1991 - Joshua Palmer, Australisch zwemmer
- 1992 - Oliver Rowland, Brits autocoureur
- 1993 - Sondre Turvoll Fossli, Noors langlaufer
- 1994 - Bernardo Silva, Portugees voetballer
- 1995 - Bethany Galat, Amerikaans zwemster
- 1996 - Jacob Latimore, Amerikaans acteur en zanger
- 1997 - Kylie Jenner, Amerikaans televisiepersoonlijkheid en internetbekendheid
- 1997 - Luca Marini, Italiaans motorcoureur
- 1998 - Eythora Thorsdottir, Nederlands turnster
- 1998 - Emilio Estevez Tsai, Taiwanees-Spaans voetballer
- 1999 - Frida Karlsson, Zweeds langlaufster
- 1999 - Ritomo Miyata, Japans autocoureur
- 2000 - Hicham Acheffay, Nederlands voetballer
- 2000 - Jüri Vips, Estisch autocoureur
- 2001 - Leo Hayter, Brits wielrenner
- 2001 - Stephanie Kemper, Nederlands voetbalster
- 2002 - Britt van Rijswijck, Nederlands voetbalster
- 2004 - Julia Kopecký, Tsjechisch-Nederlands wielrenster
- 2004 - Lisa Vaelen, Belgisch turnster
- 2005 - Nikola Topić, Servisch basketballer

## Overleden

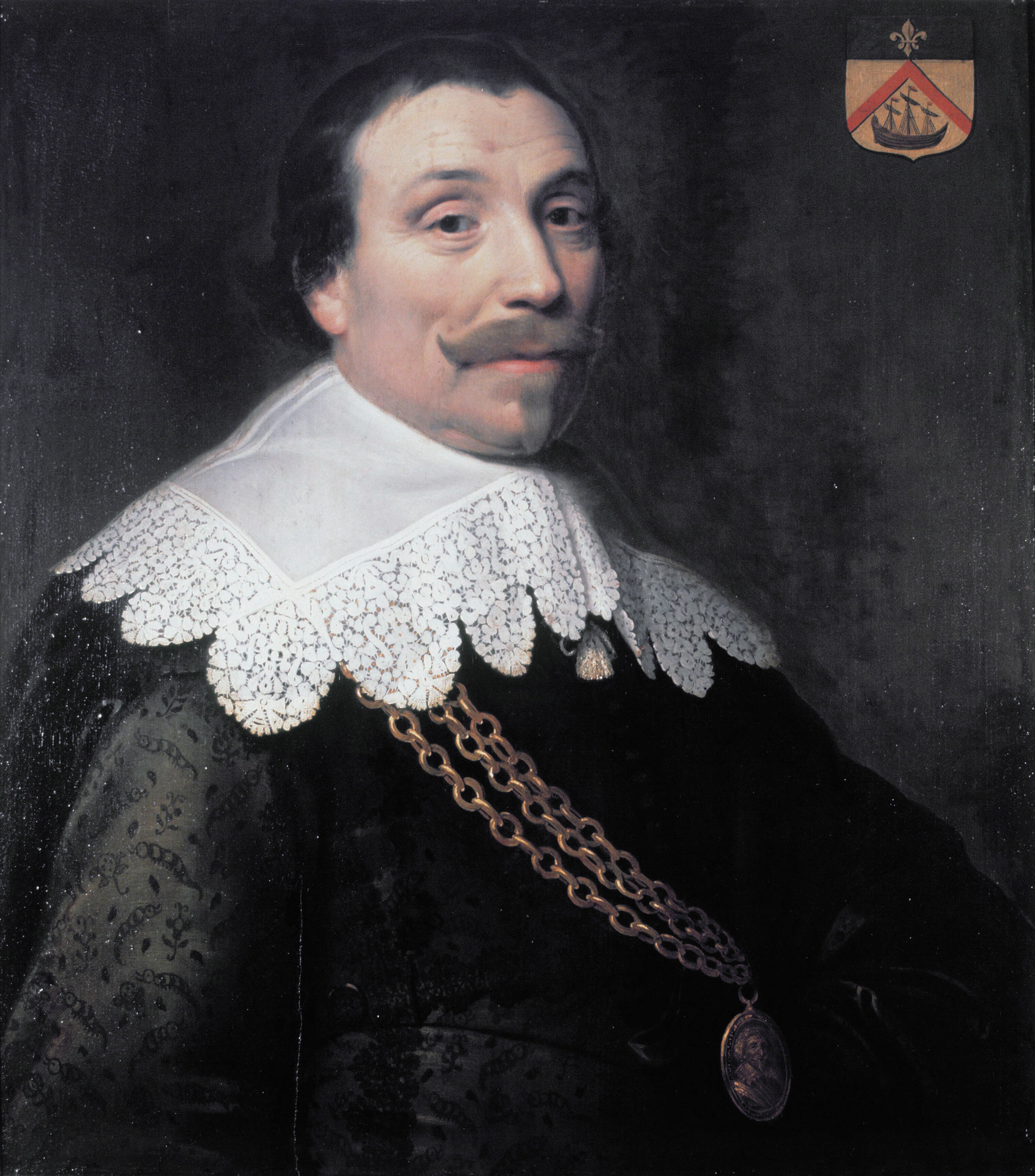
Maarten Harpertszoon Tromp
overleden in 1653

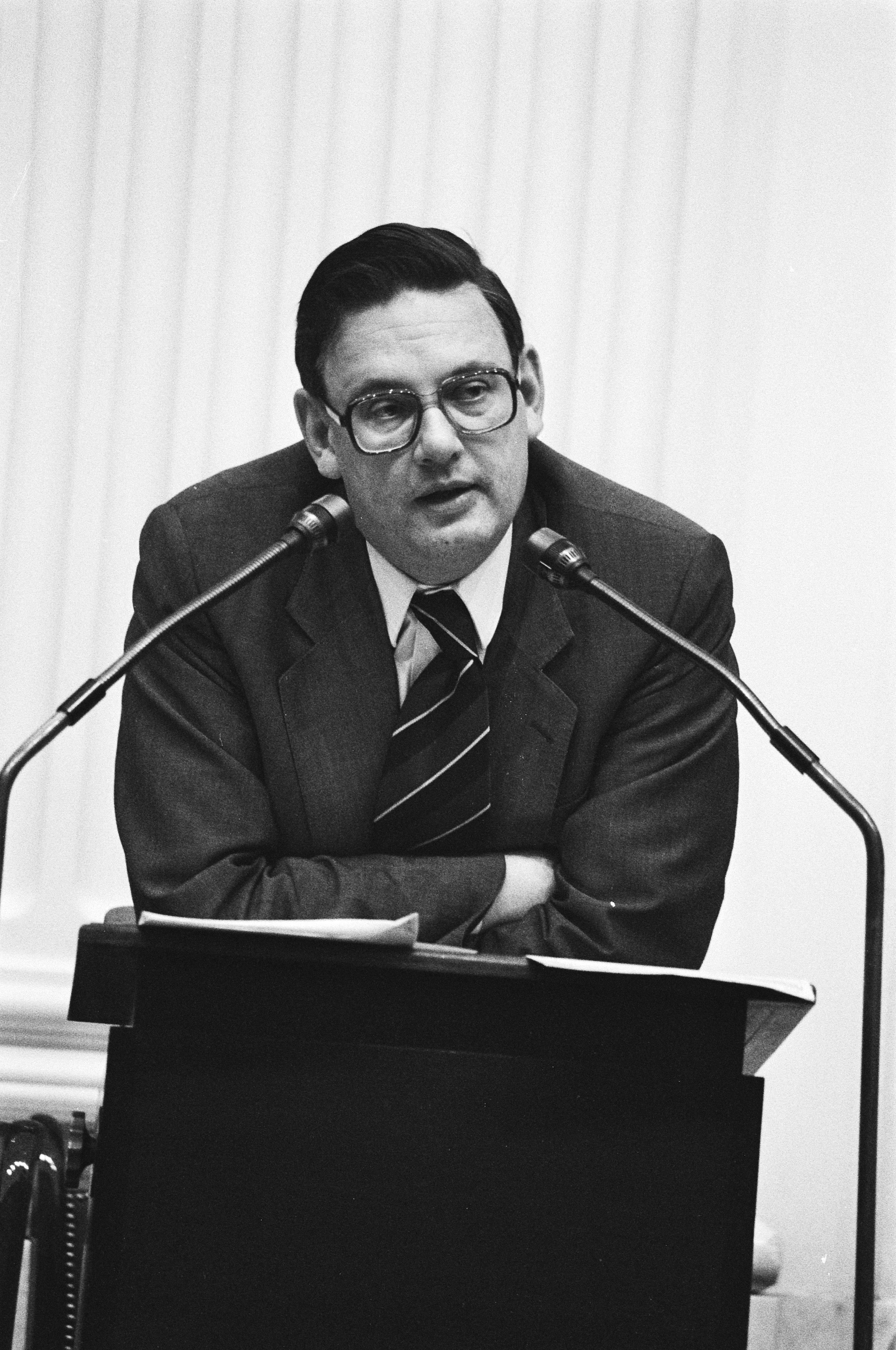
Gijs van Aardenne
overleden in 1995

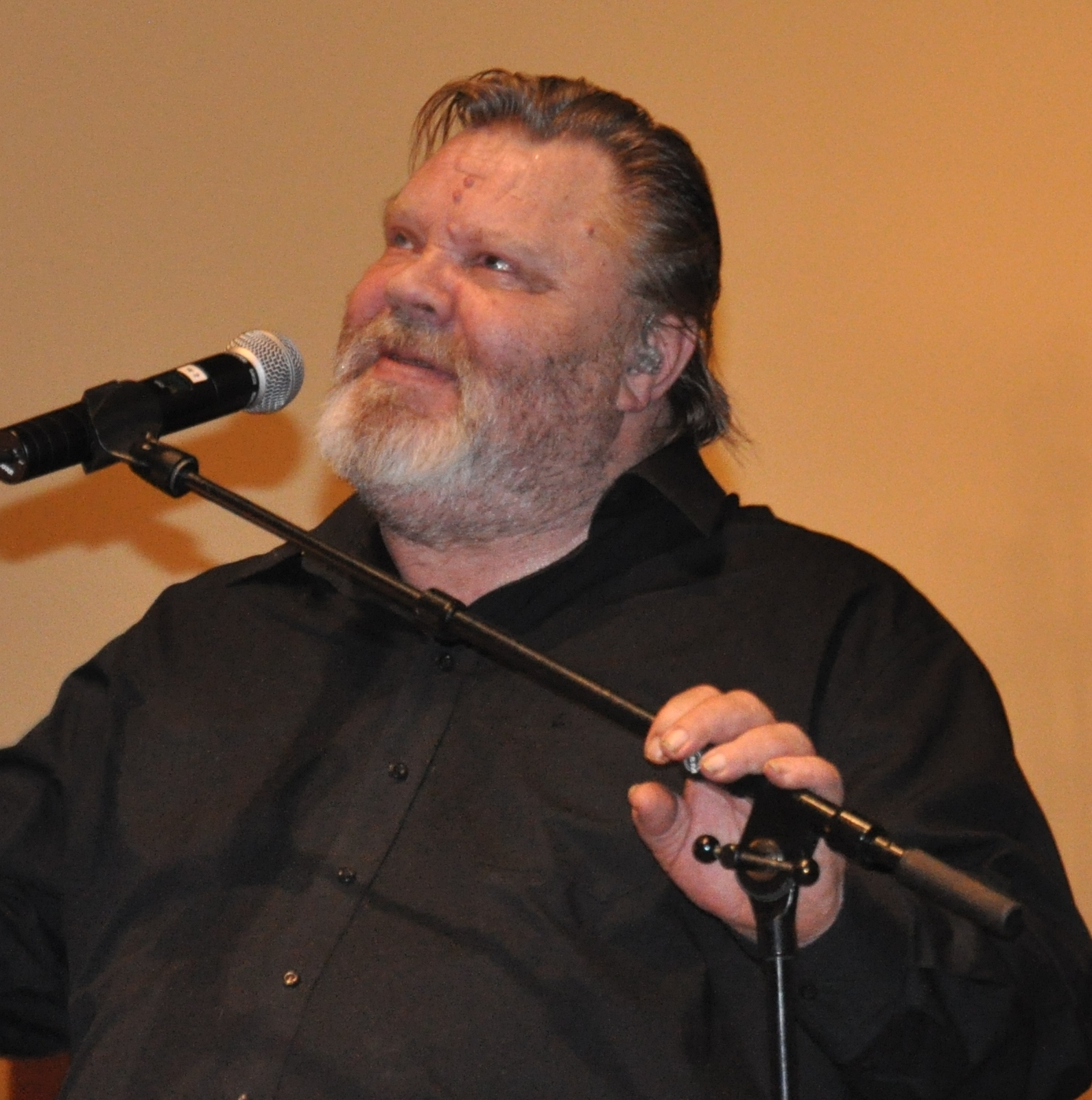
Vesa-Matti Loiri
overleden in 2022

- 794 - Fastrade (29), vierde echtgenote van Karel de Grote
- 1051 - Drogo van Hauteville, graaf van Apulië en Calabrië
- 1250 - Erik IV van Denemarken (c. 34), koning van Denemarken
- 1328 - Johan van Nassau-Dillenburg, graaf van Nassau-Dillenburg
- 1633 - Anthony Munday (73), Engels toneelschrijver
- 1653 - Maarten Harpertszoon Tromp (55), Nederlands zeeheld
- 1746 - Johann Leopold von Bärenklau (circa 46), Habsburgs militair
- 1759 - Ferdinand VI (45), koning van Spanje
- 1806 - Michael Haydn (68), Oostenrijks componist en broer van Joseph Haydn
- 1885 - James W. Marshall (74), ontdekker van goud in Californië
- 1896 - Otto Lilienthal (48), Duits uitvinder en vliegtuigpionier
- 1905 - Georges Nagelmackers (60), Belgisch ingenieur en industrieel
- 1917 - Hilda Nilsson (41),Zweedse seriemoordenares
- 1923 - Raphael Pumpelly (85), Amerikaans geoloog en ontdekkingsreiziger
- 1923 - Agostino Richelmy (72), Italiaans kardinaal-aartsbisschop van Turijn
- 1928 - Arnold t'Kint de Roodenbeke (75), Belgisch politicus en diplomaat
- 1929 - Aletta Jacobs (75), Nederlands arts en feministe
- 1933 - Alf Morgans (83), 4e premier van West-Australië
- 1944 - Willem Santema (42), Nederlands verzetsstrijder
- 1945 - Robert Goddard (62), Amerikaans raketpionier
- 1966 - Swami Atulananda (96), een van de eerste westerlingen die tot monnik werd gewijd in de Ramakrishna Orde van India
- 1966 - J.C. Bloem (79), Nederlands dichter
- 1966 - Felix Vening Meinesz (79), Nederlands geodeet en geofysicus
- 1970 - Bernd Alois Zimmermann (52), Duits componist
- 1974 - Goos Kamphuis (46), Nederlands journalist
- 1979 - John Joseph Wright (70), Amerikaans curiekardinaal
- 1980 - Peter Fick (67), Amerikaans zwemmer
- 1983 - Hubert van Hille (79), Nederlands kunstschilder en lithograaf
- 1987 - Uys Krige (77), Zuid-Afrikaans schrijver
- 1988 - Robert Nevens (74), Belgisch atleet
- 1991 - Ellen Braumüller (80), Duits atlete
- 1992 - Aribert Heim (78), Oostenrijks nazi-arts
- 1993 - Øystein Aarseth (25), Noors blackmetalartiest
- 1993 - David Rogers (57), Amerikaans countryzanger
- 1994 - Vladimir Melanin (60), Russisch biatleet
- 1995 - Gijs van Aardenne (65), Nederlands politicus
- 1995 - Leo Apostel (69), Belgisch filosoof
- 2003 - Jacques Deray (74), Frans regisseur
- 2007 - Henri Methorst (98), Nederlands voorvechter van de emancipatie van homoseksuelen
- 2007 - Tony Wilson (57), Brits journalist, muziekproducer en tv-presentator
- 2008 - Isaac Hayes (65), Amerikaans muzikant
- 2008 - Johnny Kay (John Kapustinski) (85), Amerikaans autocoureur
- 2008 - František Tikal (75), Tsjechisch ijshockeyer
- 2010 - Antonio Pettigrew (42), Amerikaans atleet
- 2012 - Philippe Bugalski (49), Frans rallyrijder
- 2013 - László Csatáry (98), Hongaars oorlogsmisdadiger
- 2013 - Eydie Gormé (Edith Garmezano) (84), Amerikaans zangeres
- 2013 - Haji (67), Canadees-Amerikaans actrice en danseres
- 2013 - Dirk Lauwaert (69), Vlaams schrijver, docent en criticus
- 2014 - Marcel Bode (95), Belgisch volksvertegenwoordiger
- 2015 - Buddy Baker (74), Amerikaans autocoureur
- 2015 - Eriek Verpale (63), Belgisch schrijver en dichter
- 2017 - Ruth Pfau (87), Duits lepra-arts en missiezuster
- 2018 - Árpád Fazekas (88), Hongaars voetbaldoelman
- 2019 - Jeffrey Epstein (66), Amerikaans multimiljonair
- 2019 - Piero Tosi (92), Italiaans decor- en kostuumontwerper
- 2020 - Dieter Krause (84), Duits kanovaarder
- 2021 - Eduardo Martínez Somalo (94), Spaans theoloog en kardinaal
- 2021 - Margareta Leemans (88), Belgisch zakenvrouw
- 2022 - Jef Claerhout (84), Belgisch beeldhouwer
- 2022 - Lydia de Vega (57), Filipijns atlete
- 2022 - Vesa-Matti Loiri (77), Fins acteur, muzikant en komiek
- 2022 - Yi-fu Tuan (91), Chinees-Amerikaans geograaf
- 2022 - Abdul Wadud (75), Amerikaans jazzcellist
- 2023 - Antonella Lualdi (92), Italiaans actrice en zangeres
- 2023 - Aleksandr Viktorenko (76), Russisch ruimtevaarder
- 2024 - Peter Downsbrough (83), Amerikaans-Belgisch kunstenaar en architect
- 2024 - Galina Zybina (93), Russisch atlete
- 2025 - Kunishige Kamamoto (81), Japans politicus en voetballer
- 2025 - Anas al-Sharif (28), Palestijns journalist
- 2025 - Bobby Whitlock (77), Amerikaans toetsenist

## Viering/herdenking
- Onafhankelijkheidsdag in Ecuador

Ecuador

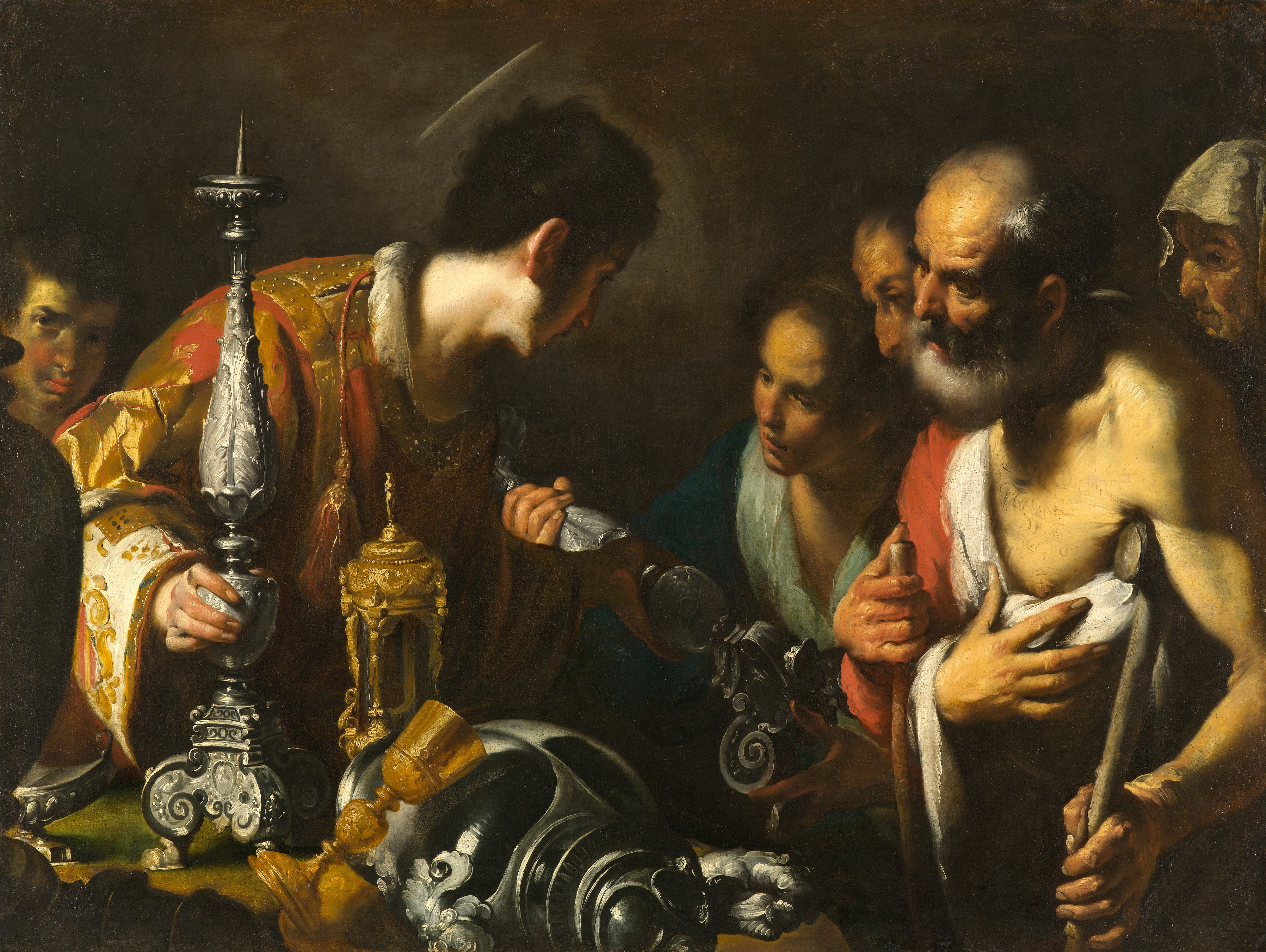
Laurentius van Rome

- Internationale Dag van de Biodiesel en Wereld Leeuwen Dag
- Rooms-Katholieke kalender:
  - Heilige Laurentius van Rome († 258), Patroonheilige van boekhouders, heemkringen en koks - Feest
  - Heilige Asteria (van Bergamo) († 307)
  - Heilige Hugo van Montaigu († 1136)
  - Heilige Plectrudis (van Keulen) († 725)

## Weerextremen

### Nederland
| | Officiële records | Officiële records | Officiële records |      | Landelijke records | Landelijke records | Landelijke records                    |
| Gebeurtenis | Jaar              | Extreem           | Locatie           | Jaar | Extreem            | Locatie            |                                       |
| --- | ----------------- | ----------------- | ----------------- | ---- | ------------------ | ------------------ | ------------------------------------- |
| Laagste etmaalgemiddelde temperatuur (°C) | 1931              | 12,0              | De Bilt           |      | 1931               | 10,7               | Eelde                                 |
| Hoogste etmaalgemiddelde temperatuur (°C) | 2020              | 26,1              | De Bilt           |      | 2020               | 27,4               | Eindhoven, Maastricht                 |
| Laagste minimumtemperatuur (°C) | 1921              | 6,3               | De Bilt           |      | 1965               | 3,9                | Eelde                                 |
| Hoogste minimumtemperatuur (°C) | 2020              | 18,8              | De Bilt           |      | 2020               | 21,6               | Lauwersoog                            |
| Laagste maximumtemperatuur (°C) | 1931              | 14,7              | De Bilt           |      | 1931               | 12,9               | Eelde                                 |
| Hoogste maximumtemperatuur (°C) | 1911              | 33,0              | De Bilt           |      | 2020               | 35,2               | Arcen                                 |
| Hoogste uurgemiddelde windsnelheid (m/s) | 1945              | 12,9              | De Bilt           |      | 2019               | 22,0               | IJmuiden                              |
| Hoogste windstoot (m/s) | 1957              | 21,6              | De Bilt           |      | 2019               | 29,0               | IJmuiden                              |
| Langste zonneschijnduur (uur) | 2022              | 14,0              | De Bilt           |      | 1995 2022          | 14,2 14,2          | Arcen, Lelystad, Rotterdam Lauwersoog |
| Langste neerslagduur (uur) | 1960              | 11,4              | De Bilt           |      | 1981               | 22,2               | Maastricht                            |
| Hoogste etmaalsom van de neerslag (mm) | 1992              | 25,9              | De Bilt           |      | 1999               | 54,7               | Rotterdam                             |
| Laagste etmaalgemiddelde relatieve vochtigheid (%) | 1969              | 47                | De Bilt           |      | 1911 1938          | 42                 | Maastricht Eelde                      |
| Laagste uurwaarde luchtdruk op zeeniveau (hPa) | 1945              | 990,4             | De Bilt           |      | 1954               | 987,6              | Leeuwarden                            |
| Hoogste uurwaarde luchtdruk op zeeniveau (hPa) | 1924              | 1028,8            | De Bilt           |      | 1924               | 1029,1             | De Kooy, Eelde                        |
| Officiële records worden altijd gemeten op het KNMI-weerstation in De Bilt. Landelijke records kunnen worden gemeten op elk officieel KNMI-weerstation in Nederland. |                   |                   |                   |      |                    |                    |                                       |

Uitzonderlijke gebeurtenissen
- 1925 - Stormramp van 1925
- 1969 - Laatste officiële tropische dag van het jaar (maximumtemperatuur ≥ 30 °C in De Bilt)
- 1994 - Laatste officiële zomerse dag van het jaar (maximumtemperatuur ≥ 25 °C in De Bilt)
- 2023 - Landelijk langste zonneschijnduur in uren van augustus dit jaar gemeten in Westdorpe: 13,8
- 2023 - Landelijk laagste etmaalgemiddelde relatieve vochtigheid in % van augustus dit jaar gemeten in Maastricht: 67. Samen met 8 en 14 augustus

### België
Dagrecords
- 1931 - Laagste etmaalgemiddelde temperatuur 11,6 °C
- 1911 - Hoogste etmaalgemiddelde temperatuur 27,1 °C
- 1833 - Laagste minimumtemperatuur 7,7 °C
- 1911 - Hoogste maximumtemperatuur 34,6 °C
- 1890 - Hoogste etmaalsom van de neerslag 44,4 mm

Uitzonderlijke gebeurtenissen
- 1911: Maximumtemperatuur tot 36,8 °C in Leopoldsburg en 37,4 °C aan de afdamming van de Gileppe (Jalhay).
- 1956: In Érezée hagelstenen van meer dan 100 gram.
- 1956: Windstoot van 166 km/h in Werbomont (Ferrières). Dit is de tweede hoogste waarde die tijdens deze eeuw in België werd gemeten.
- 1968: 75 mm neerslag in Essen, in het noorden van de provincie Antwerpen.
- 1975: Warmste augustus-decade: gemiddelde temperatuur: 24,1 °C in Ukkel. Er waren 7 hittedagen.

<< · 1 · 2 · 3 · 4 · 5 · 6 · 7 · 8 · 9 · 10 · 11 · 12 · 13 · 14 · 15 · 16 · 17 · 18 · 19 · 20 · 21 · 22 · 23 · 24 · 25 · 26 · 27 · 28 · 29 · 30 · 31 · >>